# Liste antiker Ortsnamen und geographischer Bezeichnungen/Ja
| Lateinischer Name | Griechischer Name                   | Beschreibung                 | Heute                      | Quellen und Verweise | Lage |
| ----------------- | ----------------------------------- | ---------------------------- | -------------------------- | -------------------- | ---- |
| Jabbok            | Ἰοβακκος (Iobakkos), Ἰαβώχ (Iabōch) | linker Nebenfluss des Jordan | Nahr ez-Zarqa in Jordanien | Smith;               |      |
| Jabesh            |                                     |                              |                            | Smith;               |      |
| Jabneh            |                                     | siehe Iamnia                 |                            |                      |      |
| Jacca             |                                     |                              |                            | Smith;               |      |
| Jaccetani         |                                     |                              |                            | Smith;               |      |
| Jaezer            |                                     |                              |                            | Smith;               |      |
| Januaria          |                                     |                              |                            | Smith;               |      |
| Jarzetha          |                                     |                              |                            | Smith;               |      |
| Jasonium          |                                     |                              |                            | Smith;               |      |
| Jasonium          |                                     |                              |                            | Smith;               |      |
| Jasonium          |                                     |                              |                            | Smith;               |      |
| Jatrippa          |                                     |                              |                            | Smith;               |      |
| Jaxamatae         |                                     |                              |                            | Smith;               |      |
| Jaxartes          | Ἰαξάρτης (Iaxartēs)                 | Fluss in Zentralasien        | Syrdarja                   | Smith;               |      |
| Jazyges           |                                     |                              |                            | Smith;               |      |